# 遙かなる影 (アルバム)
『遙かなる影』（はるかなるかげ、原題：Close to You）は、カーペンターズが1970年8月28日に発表したアルバムである。現在は『涙の乗車券』と呼ばれている前作アルバムの日本盤に「遥かなる影」が追加収録され、アルバムの邦題も『遙かなる影/カーペンターズ・デビュー』とされた事情から、このアルバムの発売当初の邦題は『愛のプレリュード』とされた。
『ローリング・ストーン誌が選ぶオールタイム・ベストアルバム500』において、175位にランクイン。

## 解説
「ラヴ・イズ・サレンダー」と「愛しつづけて」の2曲でリチャード・カーペンターがリードボーカルを務めている。
このアルバムで2人はバート・バカラックをハーブ・アルパートに紹介されたのだが、当時リチャードはバカラック・サウンドを甘ったるいと感じており、彼の曲を歌ったらいきなりヒットチャートを登りつめるか、まったく無視されるかのどちらかと考えていた。熟考の末、「遙かなる影」のピアノ伴奏にグリッサンド（鍵盤の上を指で急速に滑らせる奏法）を用いることを条件にリチャードは編曲全てを担当する権利を得たという。（バカラック「スウィート・メロディース」解説より）

## 収録曲

### Side 1
1. 愛のプレリュード（原題：We've Only Just Begun）
作詞：ポール・ウィリアムズ、作曲：ロジャー・ニコルス
2. ラヴ・イズ・サレンダー（原題：Love Is Surrender）
作詞・作曲：ラルフ・カーミッシェル
3. メイビー・イッツ・ユー（原題：Maybe It's You）
作詞：ジョン・ベティス、作曲：リチャード・カーペンター
4. リーズン・トゥ・ビリーヴ（原題：Reason to Believe）
作詞・作曲：ティム・ハーディン
5. ヘルプ（原題：Help）
作詞・作曲：ジョン・レノン、ポール・マッカートニー
6. 遙かなる影（原題：(They Long to Be) Close to You）
作詞：ハル・デヴィッド、作曲：バート・バカラック

### Side 2
1. ベイビー・イッツ・ユー（原題：Baby It's You）
作：マック・デヴィッド、バート・バカラック、バリー・ウィリアムス
2. 恋よさようなら（原題：I'll Never Fall in Love Again）
作詞：ハル・デヴィッド、作曲：バート・バカラック
3. クレセント・ヌーン（原題：Crescent Noon）
作詞：ジョン・ベティス、作曲：リチャード・カーペンター
4. ミスター・グーダー（原題：Mr. Guder）
作詞：ジョン・ベティス、作曲：リチャード・カーペンター
5. 愛しつづけて（原題：I Kept on Loving You）
作詞：ポール・ウィリアムズ、作曲：ロジャー・ニコルス
6. アナザー・ソング（原題：Another Song）
作詞：ジョン・ベティス、作曲：リチャード・カーペンター

## 脚註
1. ↑  500 Greatest Albums of All Time